# Don Candy
Donald William Candy (Adelaide, 31 de março de 1929 – 14 de junho de 2020) foi um tenista profissional e treinador australiano.

## Morte
Morreu no dia 14 de junho de 2020 em Adelaide, aos 91 anos.

## Finais deGrand Slam

### Duplas (1 título, 6 vices)
| Resultado | Ano  | Campeonato                | Parceiro    | Oponentes                  | Placar               |
| --------- | ---- | ------------------------- | ----------- | -------------------------- | -------------------- |
| Vice      | 1951 | US National Championships | Mervyn Rose | Ken McGregor Frank Sedgman | 8–10, 4–6, 6–4, 5–7  |
| Vice      | 1952 | Australian Championships  | Mervyn Rose | Ken McGregor Frank Sedgman | 4–6, 5–7, 3–6        |
| Vice      | 1953 | Australian Championships  | Mervyn Rose | Lew Hoad Ken Rosewall      | 11–9, 4–6, 8–10, 4–6 |
| Vice      | 1956 | Australian Championships  | Mervyn Rose | Lew Hoad Ken Rosewall      | 8–10, 11–13, 4–6     |
| Campeão   | 1956 | French Championships      | Bob Perry   | Ashley Cooper Lew Hoad     | 7–5, 6–3, 6–3        |
| Vice      | 1957 | French Championships      | Mervyn Rose | Mal Anderson Ashley Cooper | 3–6, 0–6, 3–6        |
| Vice      | 1959 | Australian Championships  | Bob Howe    | Rod Laver Robert Mark      | 7–9, 4–6, 2–6        |